# Anogeia
Anogeia ou Anogia (em grego: Ανώγεια; romaniz.: Anógeia) é um município e uma vila montanhosa localizada a 55 km da cidade de Retimno e 36 km da cidade de Heraclião, a uma altitude de 700 metros. Faz parte da unidade regional de Retimno e o município abrange uma área de 102,63 km², dos quais 94 são para pastagem. Em 2011 tinha 2 379 habitantes (densidade: 23,2 hab./km²), dos quais cerca de 750 na vila.

## Vila
A economia da vila é baseada na pecuária, agricultura e tecelagem. Em sua periferia está localizado o Mosteiro de São Nectário (Ágios Nektarios); a vila ainda possui a Igreja do Falecimento de Virgem Maria (Koimíseos tis Theotókou), a Igreja de São João Batista e a Igreja de São Jorge (Ágios Giorgios), assim como o museu do músico Nikos Xilouris e o museu Grílio. Aproximadamente 12 km ao sul de Anogeia está localizada a Igreja de São Jacinto (Ágios Iakinthos), uma igreja dedicada ao santo ortodoxo Jacinto, erigida pelo arquiteto ateniense Stavros Vidalis. Também há nas proximidades da vila as igrejas de São Nicetas (Ágios Nikitas), Santíssima Trindade (Agia Triada), Santo Antônio (Ágios Antonios), Santa Marina (Agia Marina), São Mamas (Ágios Mamas), São Fanúrio e Cristo (Ágios Fanourios e Christos).

### História
A vila de Anogeia, segundo datação dos afrescos da igreja bizantina de São João Batista, teria sido fundada entre os séculos XI e XII. Há, contudo, outras hipóteses, todas vinculadas com a tradição oral: durante o começo do período veneziano os habitantes de Axos teriam criado uma nova vila, pois seu lar havia sido destruído pelos conquistadores; pastores locais ao vagarem pela região encontraram uma cabra com a barba molhada, o que os fez fundar suas casas pela suposição de uma fonte de água próxima. Além disso, os anogeios acreditam descender diretamente dos curetes que haviam cuidado de Zeus quando bebê.
Segundo o historiador Stelios Spanakis, "Quanto em 1182 Creta foi dividida entre 12 jovens príncipes de Bizâncio, Anogeia foi dada à família dos Focas." Os Focas (conhecidos durante a dominação veneziana como Calérges) são uma família cretense dita como descendente do imperador bizantino Nicéforo II Focas (r. 963–969) Eles, juntamente com outras onze famílias, haviam sido mandadas pelo imperador Aleixo II Comneno (r. 1180–1183) para Creta, a fim de fortalecer os laços entre a ilha e a cidade de Constantinopla. Sua proeminente posição e seus privilégios sobreviveram durante a dominação veneziana e foram considerados "privilegiados" (em grego: Αρχοντορωμαίοι; romaniz.: privilegiati) e, às vezes, de nobres vênetos/venezianos (nobili Veneti). Eles serviram muitas vezes ao regime veneziano, mas ao mesmo tempo, defenderam o bem-estar dos cretenses, encabeçando movimentos revolucionários contra os venezianos. Durante o período veneziano a população da vila vizinha de Axos foi transferida para Anogeia.
Anogeia teve importante participação na resistência contra a dominação turca e alemã tendo ela sido destruída duas vezes pelos turcos e uma vez pelos alemães. Em julho de 1945 o chefe do Comitê Central para apuração das atrocidades alemãs em Creta durante a guerra, Nikos Kazantzakis, foi até Anogeia onde gravou toda a crônica da destruição. Segundo ele a pilhagem de Anogeia durou de 13 de agosto a 5 de setembro de 1944, sendo que durante a ocupação alemã cerca de 117 anogeios foram assassinados.

## Município
Anogeia possui peculiares edificações conhecidas como mitata, construções em pedra similares a cabanas utilizadas como residências sazonais de pastores locais e como armazéns para queijo. A área é caracterizada por diversas paisagens, alta biodiversidade, presença de muitas espécies endêmicas de plantas e animais da ilha de Creta e da Grécia, formações vegetais raras, espécies raras e ameaçadas. A porção serrana é formada por calcário, significando que a região é propensa a criação de cânions que por sua vez contribuem para uma grande variedade na paisagem geomorfológica. Especialmente na parte montanhosa, foram identificados 18 tipos de habitats distintos, dos quais dois são considerados prioritários. A parcela norte do município é dominada por cânions pequenos, vales montanhosos e complexos de colinas, sendo que nesta região os habitantes de Anogeia cultivam oliveiras e vinhas. O sul é dominada pela principal cordilheira das montanhas Psilorítis.
Anogeia têm uma economia baseada na pecuária (devido ao relevo acidentado), agricultura (monoculturas de azeitona e uva) e indústria artesanal. A indústria artesanal desenvolveu-se principalmente após a Segunda Guerra Mundial quando a região foi devastada pelos invasores alemães. Para reconstruírem a cidade e progredirem economicamente os habitantes locais desenvolveram tal setor. Atualmente vem lucrando com o setor do turismo especialmente aquele ligado como o ecoturismo, agroturismo, alpinismo, etc. Anogeia é equipada com instalações turísticas, das quais a principal é a do planalto de Nída que atua como pousada para os visitantes que almejam visitar a caverna de Caverna de Zeus e o sítio minoico de Zomintos, ou então aqueles que querem desfrutar da estação de esqui. Além destes pode-se citar os passeios acadêmicos e as conferências de turismo.
A tradição musical anogeia, assim como de Creta, provém de uma rica tradição com raízes na música grega e bizantina. Jacíntia (Iakinthia) é uma das principais manifestações culturais de Anogeia e acontece entre primeiro e quatro de julho, uma festividade em homenagem a São Jacinto que é celebrado em 3 de julho. A cozinha local é tradicionalmente cretense e foi considerada como uma das mais saudáveis do mundo. Queijo, mel, plantas aromáticas e ervas são alguns dos produtos que integram a culinária da região.